# Nikolai Iwanowitsch Chardschijew
Nikolai Iwanowitsch Chardschijew (russisch Харджиев, Николай Иванович, englisch Nikolai Khardzhiev, geboren 26. Juni 1903 in Kachowka, Kaiserreich Russland; gestorben 1996 in Amsterdam) war ein russischer Kunstsammler, Literaturherausgeber und Schriftsteller. Seine Sammlung umfasste insbesondere Schriften, Dokumente und Werke der Russischen Avantgarde.

## Leben
Nikolai Chardschijews Vater war armenisch-griechischer Herkunft und Arbeiter auf dem Gut Askanija-Nowa des Barons Friedrich von Falz-Fein, seine Mutter eine Griechin aus Smyrna. Er besuchte das Gymnasium in Kachowka und studierte Jura in Odessa, wo er 1925 graduiert wurde. Er interessierte sich aber vornehmlich für Kunst und Literatur und arbeitete in der Redaktion der Literaturzeitschrift Moryak mit. Er hatte, wie Konstantin Paustowski in seinem Werk Die Zeit der großen Erwartungen ("Время больших ожиданий", 1958) die beschreibt, nicht nur als junger Mann ganz entschiedene Ansichten von der Kunst, war ein heftiger Verfechter des Futurismus und lehnte etablierte Maler wie Ilja Repin und Kyriak Kostandi ebenso heftig ab. Mit derselben Entschiedenheit beriet er Jahre später den Moskauer Kunstsammler George Costakis, indem er diesem seine Sicht auf die von ihm geschätzten und die nicht geschätzten Künstler der russischen Avantgarde weitergab. Als in den 1980er Jahren sein Monopol um das Wissen der Geschichte russischen Avantgarde bröckelte, vertrug er dieses nicht.
1928 zog er nach Moskau und lernte Vertreter der progressiven Kunstszene in Moskau und Leningrad kennen, deren künstlerische Werke zunehmend von der Parteikunst des Sozialistischen Realismus verdrängt wurden und die Künstler politisch verfolgt wurden. Der Poet Eduard Bagrizki machte ihn mit Ossip Brik und Wiktor Schklowski bekannt. Als Assistent Schklowskis kam er auch mit den wenigen übriggebliebenen nicht emigrierten Avantgardisten wie Tatlin, El Lissitzky und Wladimir Majakowski zusammen und sammelte Kunstwerke und Dokumente dieser Künstler. Er wirkte darauf hin, dass Majakowski und Michail Matjuschin Memoiren über den Futurismus schrieben. Nach dem Suizid Majakowskis 1930 galt er als Experte für dessen Werk und wurde Vorstandsmitglied des Majakowski-Museums. Chardschijew begann 1932 mit der Bearbeitung einer zwölfbändigen Ausgabe von Majakowski Werken, die aber erst nach dem Kriegsende im Jahr 1947 erschien. Von Daniil Charms erhielt er ein Theatermanuskript seiner Inszenierung seines Stückes Jelisaweta Bam. Chardschijew wurde 1940 Mitglied der Schriftstellervereinigung. Er war auch mit Anna Achmatova befreundet. 1953 heiratete er seine zweite Frau, die Bildhauerin Lidia Vasilievna Chaga.
Chardschijew schrieb auch selber Gedichte, die unter dem Pseudonym Buka erschienen. 1940 gab er, als die Zügel der Zensur sich kurzzeitig etwas lockerten, eine kleine Auswahl von Gedichten von Welimir Chlebnikow  heraus, eine Gesamtausgabe Chlebnikows war ein lebenslanges Projekt, das an den politischen Umständen der Sowjetunion scheiterte, ebenso wie seine Monografie über die Russische Avantgarde. 1970 erschien von ihm betreut die erste in Russland erschienene Sammlung von Ossip Mandelstams Gedichten. 1992 war er an einer postumen Ausgabe von Gedichten des Futuristen Wassilisk Gnedow beteiligt.
Chardschijew sammelte Werke und schriftliche Zeugnisse von Kazimir Malevich; in seiner Sammlung kamen um die 1350 Kunstwerke unter anderem von Pavel Filonov, Michail Fjodorowitsch Larionow, Marina Goncharova und Olga Rozanova zusammen sowie Zeichnungen von El Lissitzky.
Wegen der Zensur dauerte bis 1980, bis er Teile seiner Bildersammlung im Majakowski-Museum als Beiwerk zu Ausstellungen über Majakowski darstellen konnte. Chardschijew schrieb in dieser Zeit (offiziell geduldet) Beiträge in der im Westen erscheinenden Zeitschrift Russian Literature.
Chardschijew versuchte Mitte der 1970er Jahre einen Teil seiner Bilder nach Schweden zu schmuggeln, dabei wurde er von dem vermeintlichen Helfer aus dem Westen bestohlen. Auf diese Weise verschwanden vier Gemälde von Malewitsch, wovon drei einen Weg in die Sammlungen des Centre Pompidou, der Fondation Beyeler und des Stockholmer Moderna museet fanden, das vierte war bis 2013 noch nicht wieder aufgetaucht. 1993 wurde seine Bilder- und Manuskriptensammlung mit der Hilfe der Galerie Gmurzynska nach Amsterdam geschmuggelt, dabei wurde ein Teil der Manuskripte vom russischen Zoll entdeckt und als nationales Kulturgut beschlagnahmt, dieser Teil ging später an das Russische Staatsarchiv für Literatur und Kunst (RGALI).
Chardschijew reiste im November 1993 mit seiner Frau auf Einladung der Universität Amsterdam in die Niederlande und blieb dort. Er gründete eine Stiftung, in die die Bildersammlung und die Manuskripte eingingen. Die Stiftung musste aber zunächst den illegalen Transfer und weitere Kosten mit der Abgabe von Bildern finanzieren. Dadurch gingen der Sammlung anfangs etliche bedeutende Werke von Malewitsch und El Lissitzky verloren, und die Stiftung geriet in die öffentliche Kritik. Nach dem Ableben Chardschijews wurde die Stiftung reorganisiert, mit Geldern des niederländischen Staats ausgestattet, und die Stiftung zahlte die niederländische Erbschaftsteuer mit Malewitsch' Bild Weißes Viereck auf schwarzem Kreuz. Die Schriften, die nach Amsterdam gegangen waren, wurde vom Stedelijk Museum katalogisiert und verfilmt. Sie gingen 2011 in das RGALI nach Moskau, im Gegenzug erhielt das Amsterdamer Museum Kopien der Mikrofilme aus dem Moskauer Bestand.
Chardschijew wurde von Dawid Dawidowitsch Burljuk, Tatlin, Pawel Nikolajewitsch Filonow und Dawid Schterenberg porträtiert.

## Schriften (Auswahl)
- über Pawel Andrejewitsch Fedotow, 1954
- Nachruf auf Petr Bromirsky, 1969